# Troye-d'Ariège
Troye-d'Ariège (Tròia en occitan languedocien) est une commune française située dans le département de l'Ariège, en région Occitanie. Sur le plan historique et culturel, la commune fait partie du pays d'Olmes, haut lieu de la tragédie cathare alliant des paysages d'une extrême diversité.
Exposée à un climat océanique altéré, elle est drainée par le Countirou et par divers autres petits cours d'eau. La commune possède un patrimoine naturel remarquable composé de trois zones naturelles d'intérêt écologique, faunistique et floristique.
Troye-d'Ariège est une commune rurale qui compte 110 habitants en 2022, après avoir connu un pic de population de 250 habitants en 1876. Elle fait partie de l'aire d'attraction de Lavelanet. Ses habitants sont appelés les Troyens ou Troyennes.

## Géographie

### Localisation
La commune de Troye-d'Ariège se trouve dans le département de l'Ariège, en région Occitanie.
Elle se situe à 23 km à vol d'oiseau de Foix, préfecture du département, à 24 km de Pamiers, sous-préfecture, et à 7 km de Mirepoix, bureau centralisateur du canton de Mirepoix dont dépend la commune depuis 2015 pour les élections départementales.
La commune fait en outre partie du bassin de vie de Mirepoix.
Les communes les plus proches sont : 
Saint-Quentin-la-Tour (1,8 km), Saint-Julien-de-Gras-Capou (2,1 km), Limbrassac (3,0 km), La Bastide-de-Bousignac (3,0 km), Aigues-Vives (3,4 km), Régat (4,3 km), Tabre (4,5 km), Belloc (4,6 km).
Sur le plan historique et culturel, Troye-d'Ariège fait partie du pays d'Olmes, haut lieu de la tragédie cathare alliant des paysages d'une extrême diversité.
Les communes limitrophes sont  Aigues-Vives, Belloc, La Bastide-de-Bousignac, Limbrassac, Léran, Saint-Julien-de-Gras-Capou et Saint-Quentin-la-Tour.
| Saint-Julien-de-Gras-Capou | La Bastide-de-Bousignac |                       |
| Limbrassac                 | Troye-d'Ariège          | Saint-Quentin-la-Tour |
| Aigues-Vives               | Léran                   | Belloc                |

### Géologie et relief
La commune est située dans le Bassin aquitain, le deuxième plus grand bassin sédimentaire de la France après le Bassin parisien. Les terrains affleurants sur le territoire communal sont constitués de roches sédimentaires datant du Cénozoïque, l'ère géologique la plus récente sur l'échelle des temps géologiques, débutant il y a 66 millions d'années. La structure détaillée des couches affleurantes est décrite dans les feuilles « n°1058 - Mirepoix » et « n°1076 - Lavelanet » de la carte géologique harmonisée au 1/50 000ème du département de l'Ariège, et leurs notices associées,.
La superficie cadastrale de la commune publiée par l’Insee, qui sert de références dans toutes les statistiques, est de 8,15 km2,. La superficie géographique, issue de la BD Topo, composante du Référentiel à grande échelle produit par l'IGN, est quant à elle de 8,32 km2. L'altitude du territoire varie entre 359 m et 549 m.

### Hydrographie

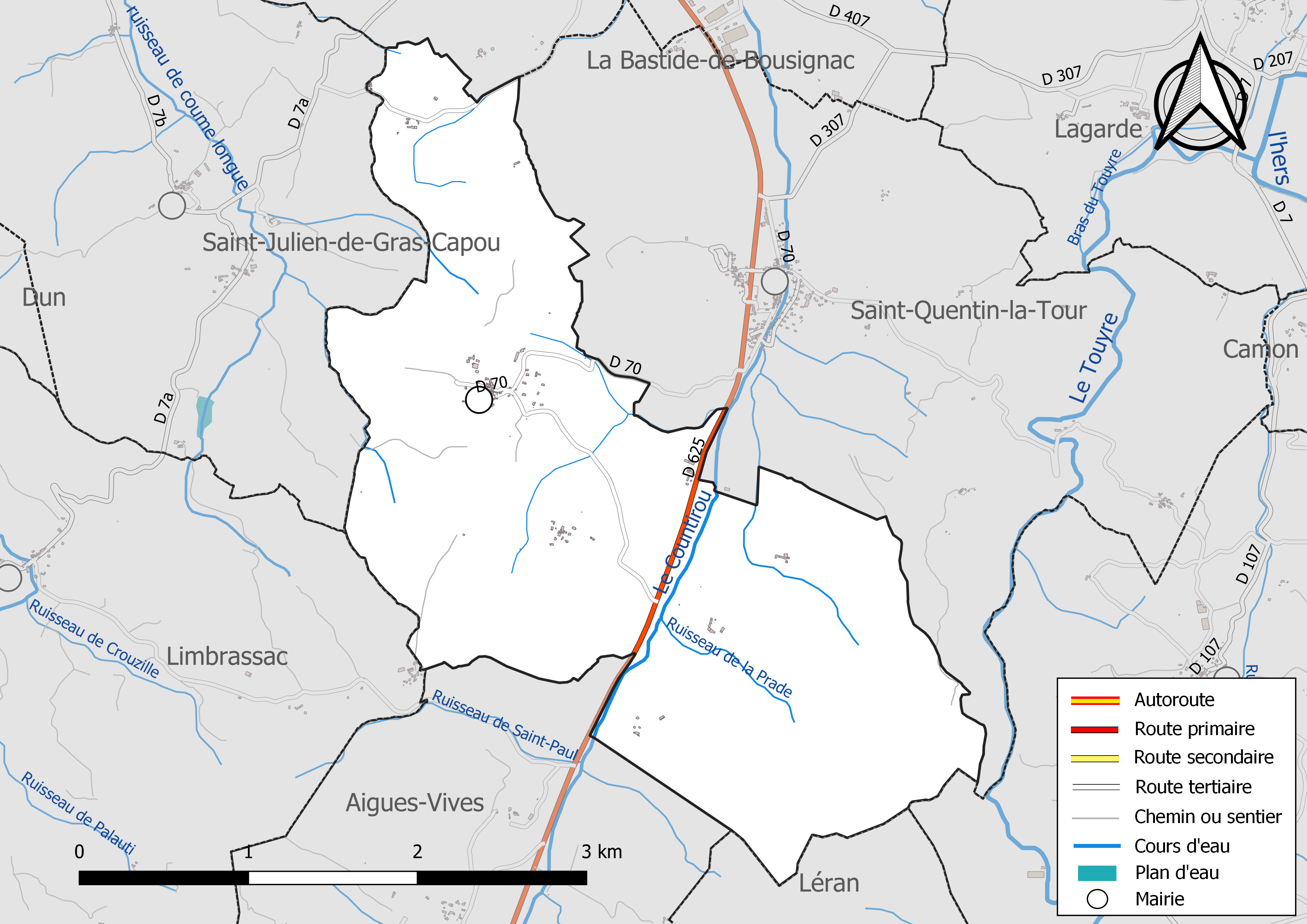
Réseaux hydrographique et routier de Troye-d'Ariège.

La commune est dans le bassin versant de la Garonne, au sein du bassin hydrographique Adour-Garonne. Elle est drainée par le Countirou, le ruisseau de la Prade et par divers petits cours d'eau, constituant un réseau hydrographique de 5 km de longueur totale,.
Le Countirou, d'une longueur totale de 15,2 km, prend sa source dans la commune de Tabre et s'écoule du sud vers le nord. Il traverse la commune et se jette dans l'Hers-Vif à Mirepoix, après avoir traversé 6 communes.

### Climat
Pour des articles plus généraux, voir Climat de l'Occitanie et Climat de l'Ariège.
En 2010, le climat de la commune est de type climat océanique altéré, selon une étude s'appuyant sur une série de données couvrant la période 1971-2000. En 2020, Météo-France publie une typologie des climats de la France métropolitaine dans laquelle la commune est exposée à un climat de montagne et est dans la région climatique Pyrénées centrales, caractérisée par une pluviométrie annuelle de 1 000 à 1 200 mm.
Pour la période 1971-2000, la température annuelle moyenne est de 12,4 °C, avec une amplitude thermique annuelle de 15,4 °C. Le cumul annuel moyen de précipitations est de 832 mm, avec 10 jours de précipitations en janvier et 6,1 jours en juillet. Pour la période 1991-2020, la température moyenne annuelle observée sur la station météorologique la plus proche, située sur la commune de Léran à 5 km à vol d'oiseau, est de 12,5 °C et le cumul annuel moyen de précipitations est de 810,2 mm,. Pour l'avenir, les paramètres climatiques de la commune estimés pour 2050 selon différents scénarios d'émission de gaz à effet de serre sont consultables sur un site dédié publié par Météo-France en novembre 2022.

### Milieux naturels et biodiversité
L’inventaire des zones naturelles d'intérêt écologique, faunistique et floristique (ZNIEFF) a pour objectif de réaliser une couverture des zones les plus intéressantes sur le plan écologique, essentiellement dans la perspective d’améliorer la connaissance du patrimoine naturel national et de fournir aux différents décideurs un outil d’aide à la prise en compte de l’environnement dans l’aménagement du territoire.
Deux ZNIEFF de type 1 sont recensées sur la commune :
les « coteaux secs, vallons et collines de l'ouest du bas pays d'Olmes » (6 664 ha), couvrant 19 communes du département, et 
le « lac de Montbel et partie orientale du bas pays d'Olmes » (7 200 ha), couvrant 38 communes dont 30 dans l'Ariège et 8 dans l'Aude
et une ZNIEFF de type 2, : 
les « coteaux du Palassou » (26 749 ha), couvrant 48 communes dont 43 dans l'Ariège et 5 dans l'Aude.

Carte des ZNIEFF de type 1 et 2 à Troye-d'Ariège.
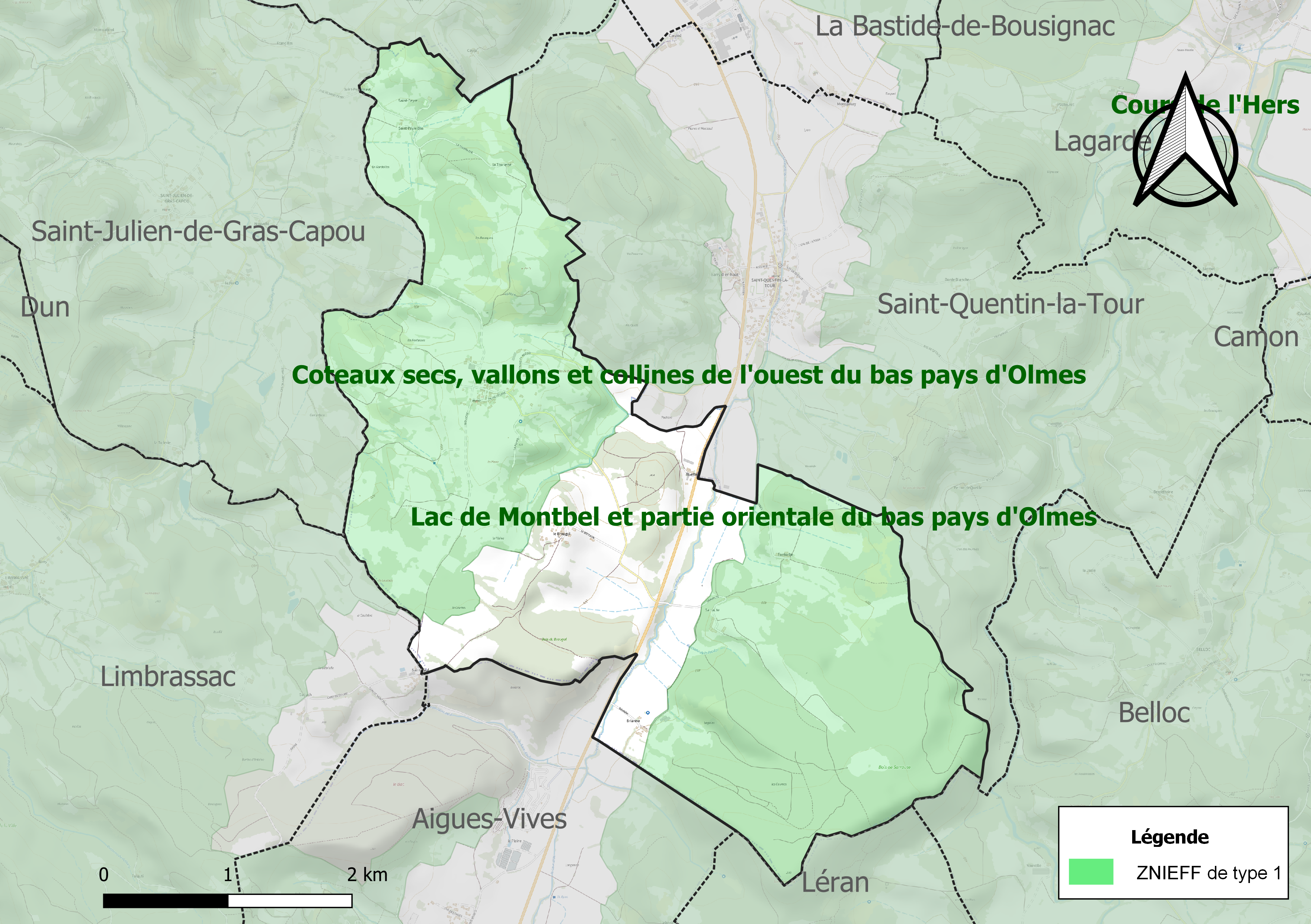
Carte des ZNIEFF de type 1 sur la commune.
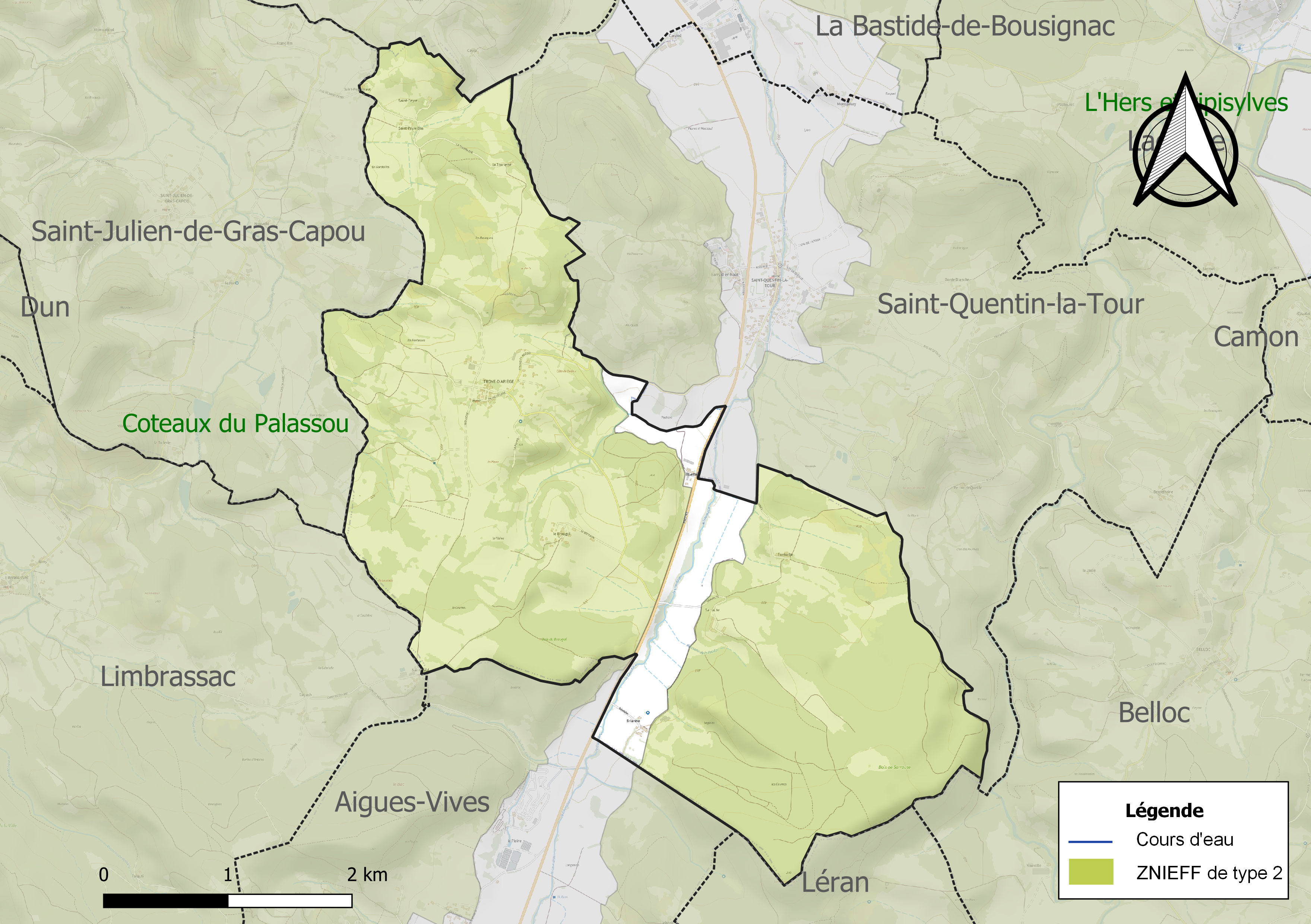
Carte de la ZNIEFF de type 2 sur la commune.

## Urbanisme

### Typologie
Au 1er janvier 2024, Troye-d'Ariège est catégorisée commune rurale à habitat dispersé, selon la nouvelle grille communale de densité à sept niveaux définie par l'Insee en 2022.
Elle est située hors unité urbaine. Par ailleurs la commune fait partie de l'aire d'attraction de Lavelanet, dont elle est une commune de la couronne,. Cette aire, qui regroupe 28 communes, est catégorisée dans les aires de moins de 50 000 habitants,.

### Occupation des sols
L'occupation des sols de la commune, telle qu'elle ressort de la base de données européenne d’occupation biophysique des sols Corine Land Cover (CLC), est marquée par l'importance des territoires agricoles (61,3 % en 2018), une proportion identique à celle de 1990 (61,3 %). La répartition détaillée en 2018 est la suivante : 
forêts (38,7 %), prairies (26,4 %), zones agricoles hétérogènes (24,6 %), terres arables (10,3 %). L'évolution de l’occupation des sols de la commune et de ses infrastructures peut être observée sur les différentes représentations cartographiques du territoire : la carte de Cassini (XVIIIe siècle), la carte d'état-major (1820-1866) et les cartes ou photos aériennes de l'IGN pour la période actuelle (1950 à aujourd'hui).

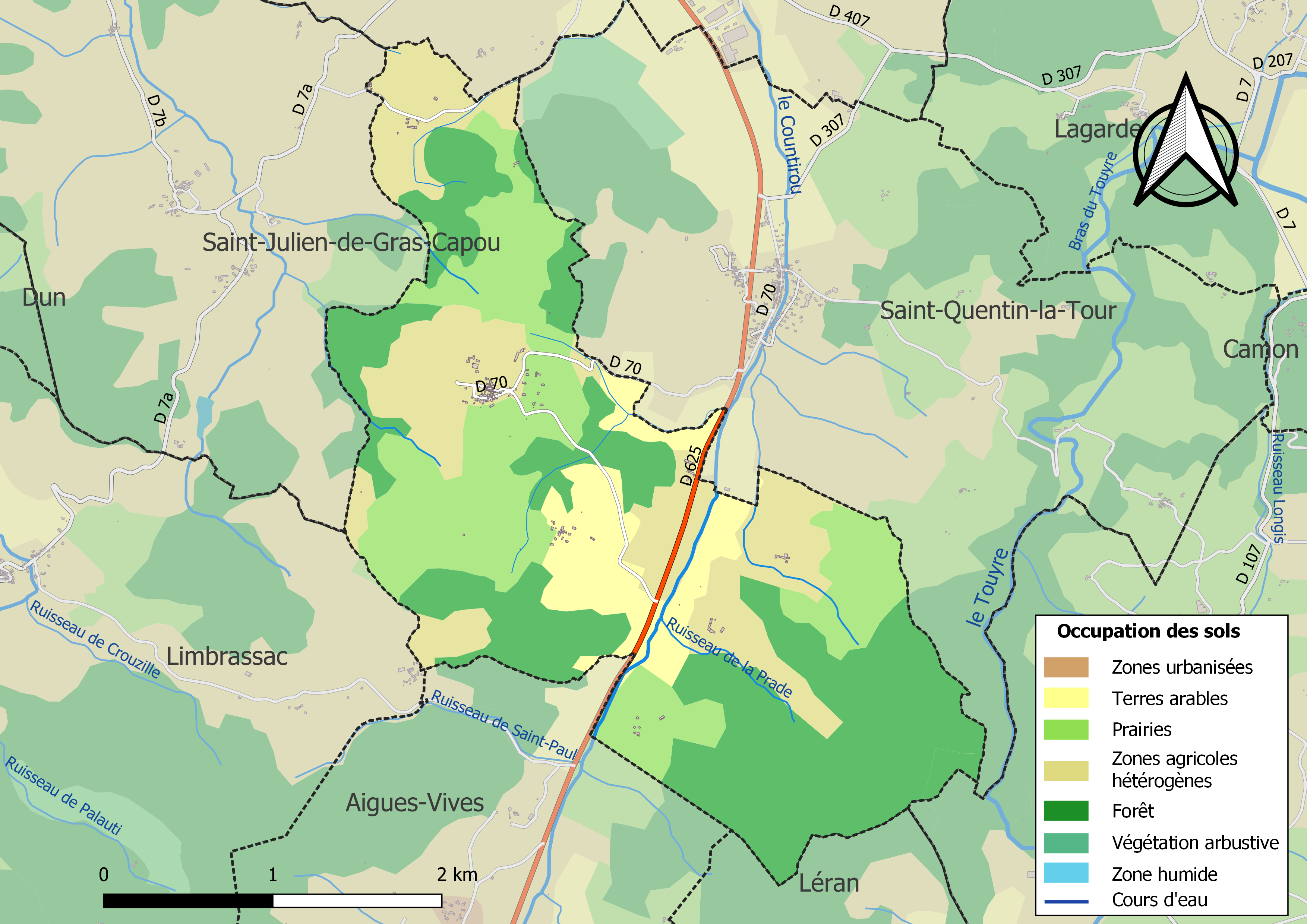
Carte des infrastructures et de l'occupation des sols de la commune en 2018 (CLC).
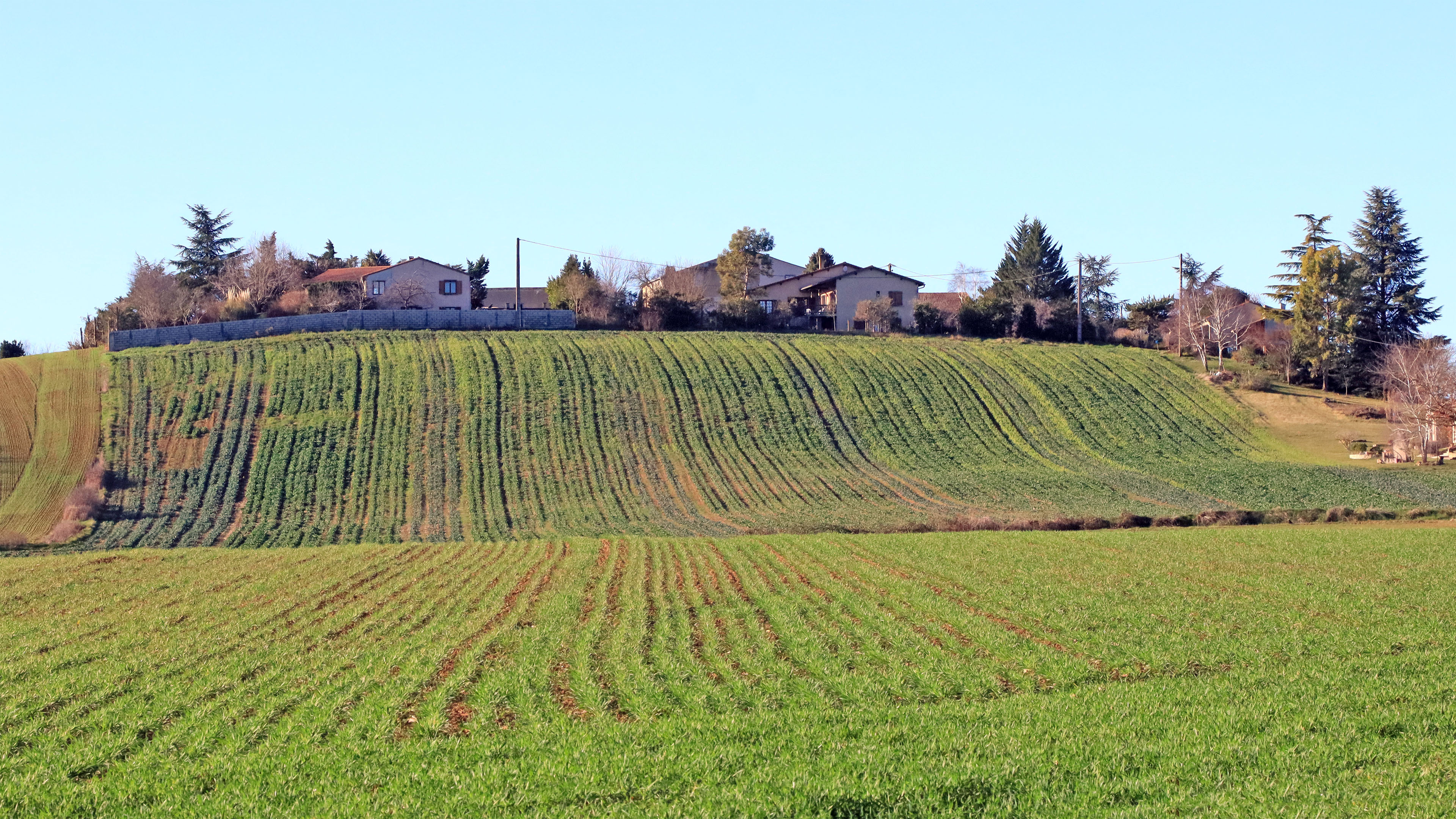
Le Brougal hameau de Troye d'Ariège

### Habitat et logement
En 2018, le nombre total de logements dans la commune était de 69, alors qu'il était de 70 en 2013 et de 58 en 2008.
Parmi ces logements, 68,4 % étaient des résidences principales, 16,6 % des résidences secondaires et 15 % des logements vacants. Ces logements étaient pour 97,5 % d'entre eux des maisons individuelles et pour 2,5 % des appartements.
Le tableau ci-dessous présente la typologie des logements à Troye-d'Ariège en 2018 en comparaison avec celle de l'Ariège et de la France entière. Une caractéristique marquante du parc de logements est ainsi une proportion de résidences secondaires et logements occasionnels (16,6 %) inférieure à celle du département (24,6 %) mais supérieure à celle de la France entière (9,7 %). Concernant le statut d'occupation de ces logements, 85,5 % des habitants de la commune sont propriétaires de leur logement (82,6 % en 2013), contre 66,3 % pour l'Ariège et 57,5 % pour la France entière.
| Typologie                                               | Troye-d'Ariège | Ariège | France entière |
| ------------------------------------------------------- | -------------- | ------ | -------------- |
| Résidences principales (en %)                           | 68,4           | 65,7   | 82,1           |
| Résidences secondaires et logements occasionnels (en %) | 16,6           | 24,6   | 9,7            |
| Logements vacants (en %)                                | 15             | 9,7    | 8,2            |

### Risques majeurs
Le territoire de la commune de Troye-d'Ariège est vulnérable à différents aléas naturels : inondations, climatiques (grand froid ou canicule), feux de forêts, mouvements de terrains et séisme (sismicité faible). Il est également exposé à un risque technologique, le transport de matières dangereuses,.

#### Risques naturels

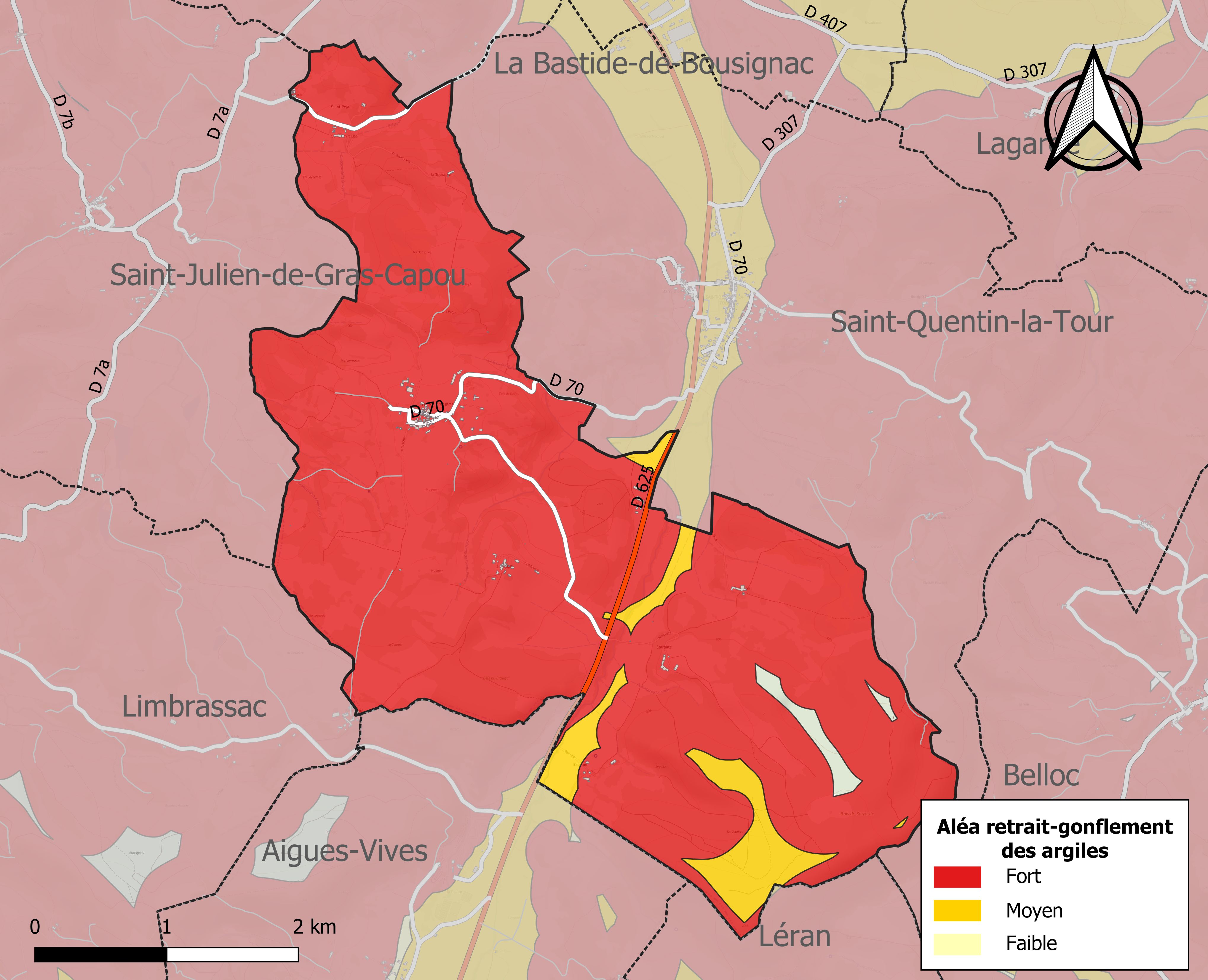
Zonage de l'aléa retrait-gonflement des argiles sur la commune de Troye-d'Ariège.

Certaines parties du territoire communal sont susceptibles d’être affectées par le risque d’inondation par crue torrentielle d'un cours d'eau, ou ruissellement d'un versant.
Les mouvements de terrains susceptibles de se produire sur la commune sont soit des chutes de blocs, soit des glissements de terrains, soit des effondrements liés à des cavités souterraines, soit des mouvements liés au retrait-gonflement des argiles. Près de 50 % de la superficie du département est concernée par l'aléa retrait-gonflement des argiles, dont la commune de Troye-d'Ariège. L'inventaire national des cavités souterraines permet par ailleurs de localiser celles situées sur la commune.
Près de 50 % de la superficie du département est concernée par l'aléa retrait-gonflement des argiles, dont la commune de Troye-d'Ariège. L'inventaire national des cavités souterraines permet par ailleurs de localiser celles situées sur la commune.

#### Risques technologiques
Le risque de transport de matières dangereuses par une infrastructure routière ou ferroviaire ou par une canalisation de transport de gaz concerne la commune. Un accident se produisant sur une telle infrastructure est en effet susceptible d’avoir des effets graves au bâti ou aux personnes jusqu’à 350 m, selon la nature du matériau transporté. Des dispositions d’urbanisme peuvent être préconisées en conséquence.

## Histoire

### Préhistoire
La grotte des Enchantées a livré des bracelets en bronze, deux boutons prismatiques à perforation, typiques du Chalcolithique pyrénéen (-2500/-1800) et de la céramique de l’Âge du fer (-800/-52), accompagnant une ou plusieurs sépultures.

### Moyen Âge
Au début du XIIIe siècle, le territoire de Troye appartient au comte de Foix. Après la croisade contre les Albigeois, il entre dans la seigneurie de Mirepoix qui correspond à l’ensemble des terres données à Gui Ier de Lévis, lieutenant de Simon IV de Montfort, et y demeure jusqu'à la Révolution.

### Époque contemporaine
Après la Révolution, Troye est rattachée à Saint-Quentin-la-Tour. C’est en 1870 qu’elle devient indépendante et c'est par un décret du 8 mai 1938 qu’elle acquiert son nom actuel.

## Politique et administration

### Découpage territorial
La commune de Troye-d'Ariège est membre de la communauté de communes du Pays de Mirepoix, un établissement public de coopération intercommunale (EPCI) à fiscalité propre créé le 31 décembre 2013 dont le siège est à Mirepoix. Ce dernier est par ailleurs membre d'autres groupements intercommunaux.
Sur le plan administratif, elle est rattachée à l'arrondissement de Pamiers, à la circonscription administrative de l'État de l'Ariège et à la région Occitanie.
Sur le plan électoral, elle dépend du canton de Mirepoix pour l'élection des conseillers départementaux, depuis le redécoupage cantonal de 2014 entré en vigueur en 2015, et de la deuxième circonscription de l'Ariège  pour les élections législatives, depuis le redécoupage électoral de 1986.

### Liste des maires
| Période                                  | Période  | Identité         | Étiquette | Qualité                |
| ---------------------------------------- | -------- | ---------------- | --------- | ---------------------- |
| avant 1981                               | ?        | Marius Durand    |           |                        |
| mars 2001                                | 2008     | Jean Basset      |           |                        |
| mars 2008                                | 2014     | Arlette Romera   | DVD       | Agricultrice retraitée |
| mars 2014                                | En cours | Marcel Esquerrer |           |                        |
| Les données manquantes sont à compléter. |          |                  |           |                        |

## Démographie
| 1793 | 1872 | 1876 | 1881 | 1886 | 1891 | 1896 | 1901 | 1906 |
| ---- | ---- | ---- | ---- | ---- | ---- | ---- | ---- | ---- |
| 204  | 247  | 250  | 236  | 218  | 217  | 178  | 156  | 163  |

| 1911 | 1921 | 1926 | 1931 | 1936 | 1946 | 1954 | 1962 | 1968 |
| ---- | ---- | ---- | ---- | ---- | ---- | ---- | ---- | ---- |
| 159  | 122  | 117  | 117  | 108  | 96   | 119  | 101  | 66   |

| 1975 | 1982 | 1990 | 1999 | 2005 | 2006 | 2010 | 2015 | 2020 |
| ---- | ---- | ---- | ---- | ---- | ---- | ---- | ---- | ---- |
| 53   | 64   | 84   | 93   | 83   | 80   | 95   | 90   | 109  |

| 2022 | - | - | - | - | - | - | - | - |
| ---- | - | - | - | - | - | - | - | - |
| 110  | - | - | - | - | - | - | - | - |

## Économie

### Emploi
| Division       | 2008   | 2013   | 2018   |
| -------------- | ------ | ------ | ------ |
| Commune        | 10,3 % | 3,2 %  | 3 %    |
| Département    | 8,9 %  | 11,1 % | 11,2 % |
| France entière | 8,3 %  | 10 %   | 10 %   |

En 2018, la population âgée de 15 à 64 ans s'élève à 57 personnes, parmi lesquelles on compte 85,1 % d'actifs (82,1 % ayant un emploi et 3 % de chômeurs) et 14,9 % d'inactifs,. En  2018, le taux de chômage communal (au sens du recensement) des 15-64 ans est inférieur à celui de la France et du département, alors qu'en 2008 la situation était inverse.
La commune fait partie de la couronne de l'aire d'attraction de Lavelanet, du fait qu'au moins 15 % des actifs travaillent dans le pôle,. Elle compte 9 emplois en 2018, contre 7 en 2013 et 10 en 2008. Le nombre d'actifs ayant un emploi résidant dans la commune est de 47, soit un indicateur de concentration d'emploi de 19 % et un taux d'activité parmi les 15 ans ou plus de 62,6 %.
Sur ces 47 actifs de 15 ans ou plus ayant un emploi, 7 travaillent dans la commune, soit 15 % des habitants. Pour se rendre au travail, 94,5 % des habitants utilisent un véhicule personnel ou de fonction à quatre roues, 3,6 % s'y rendent en deux-roues, à vélo ou à pied et 1,8 % n'ont pas besoin de transport (travail au domicile).

### Activités hors agriculture
6 établissements sont implantés  à Troye-d'Ariège au 31 décembre 2019.
Le secteur des activités spécialisées, scientifiques et techniques et des activités de services administratifs et de soutien est prépondérant sur la commune puisqu'il représente 33,3 % du nombre total d'établissements de la commune (2 sur les 6 entreprises implantées  à Troye-d'Ariège), contre 13,2 % au niveau départemental.
Par deux fois, la préfecture de l'Ariège a rejeté le projet de parc éolien qu'une société souhaitait implanter à Troye-d'Ariège,. En 2018, l'Ariège est toujours vierge de parcs éoliens.

### Agriculture
|                                   | 1988 | 2000 | 2010 |
| --------------------------------- | ---- | ---- | ---- |
| Exploitations                     | 9    | 8    | 6    |
| Superficie agricole utilisée (ha) | 477  | 577  | 563  |

La commune fait partie de la petite région agricole dénommée « Coteaux de l'Ariège ». En 2010, l'orientation technico-économique de l'agriculture  sur la commune est l'élevage d'ovins et de caprins. Six exploitations agricoles ayant leur siège dans la commune sont dénombrées lors du recensement agricole de 2010 (neuf en 1988). La superficie agricole utilisée est de 563 ha.

## Culture locale et patrimoine

### Lieux et monuments
- Église Saint-Martial à clocher-mur.
- Grotte aux Fées.
- Table d'orientation.

### Héraldique
| Blason de Troye-d'Ariège | Blason  | Palissé de deux pièces et demi d'argent et d'azur. |
| Blason de Troye-d'Ariège | Détails | Le statut officiel du blason reste à déterminer.   |